# 司教枢機卿

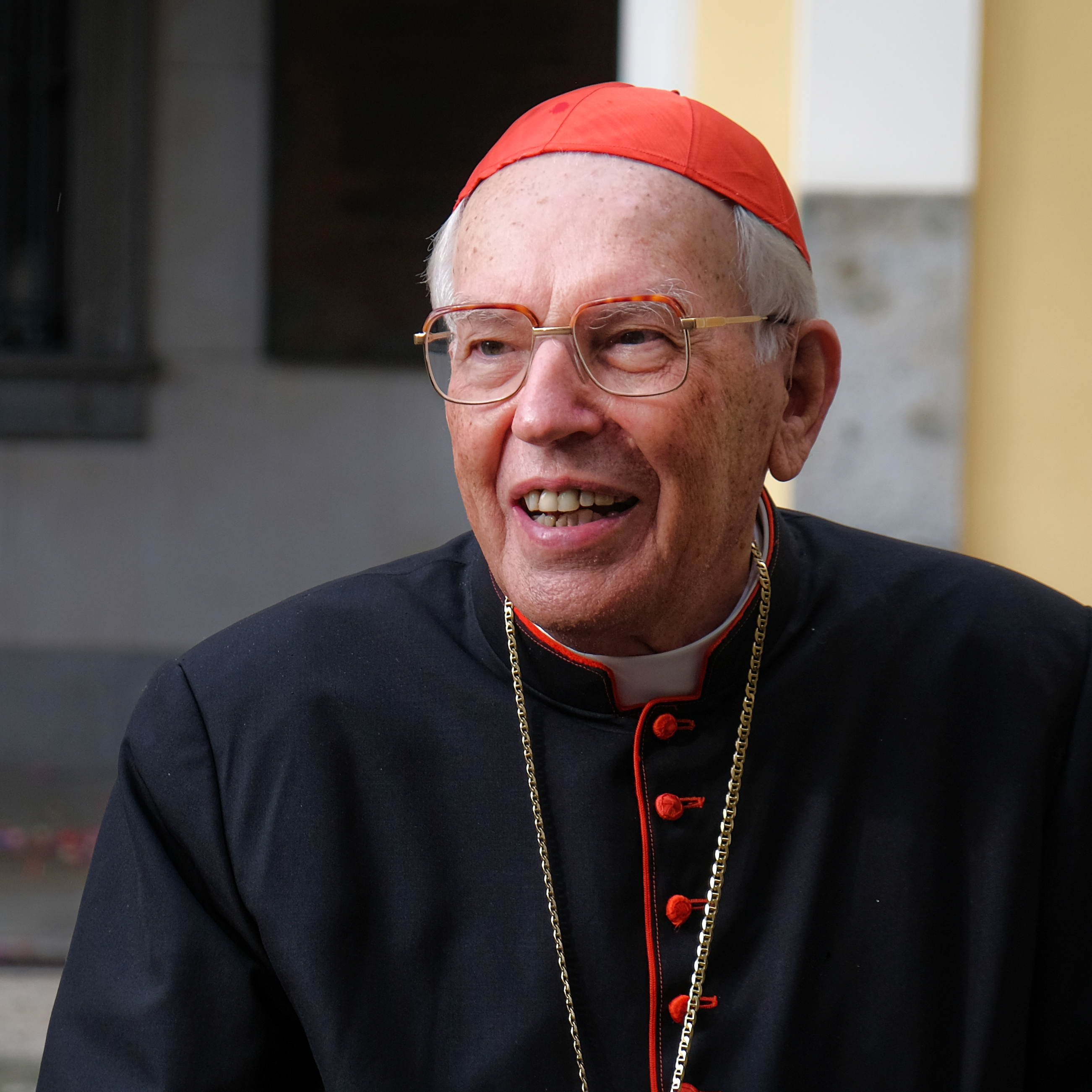
首席枢機卿 名誉司教省長官ジョバンニ・バッティスタ・レ枢機卿

司教枢機卿（しきょうすうききょう、羅: cardinalis episcopus、英: Cardinal bishop）はカトリック教会の高位聖職者である枢機卿の位階の一つで、教皇に継ぐ最高位の位階及び称号。その下に司祭枢機卿、助祭枢機卿が位置付けられている。 教会法用語で司教職階ともいう。

## 定義と歴史
もともと司教枢機卿という語は、ローマ周辺の郊外教区の司教に与えられた称号であった。枢機卿団の長たる首席枢機卿もこの6人の中から選ばれるのが通例である。1962年にヨハネ23世が名義司教をいただく6つのローマ周辺教区を改めて指定している。1965年のパウロ6世の自発教令「アド・プルプラトールム・パトルム」によって、東方典礼カトリック教会の総大司教にも先述の6人の司教に継ぐ地位としての司教枢機卿の称号が与えられた。
首席枢機卿が司教枢機卿から選ばれるのは変わらないが、現在では枢機卿の経験年数が最長の人物が務める事が殆ど。リスボンとヴェネツィアの総大司教も通常は司教職叙任と枢機卿位の親任を受けるが、司教枢機卿ではなく司祭枢機卿の地位におかれる。 
司教でない司祭枢機卿や助祭枢機卿が司教枢機卿に選ばれる時は必ず司教叙階を受けていた時代もあったが、1962年以降、枢機卿は基本的に司教団から選出されている。例外的に司祭から枢機卿団に加わる者は司教叙階の辞退も可能だが、司教枢機卿としては不適格とみなされる。 
19世紀の終わりまで、司祭枢機卿として長く務めた人が司教枢機卿の欠員を埋めるのが慣例であった。現代ではなくなったが、助祭枢機卿として10年を務めると司祭枢機卿に昇格する例はまだ残っている。現代では司教枢機卿は教皇の任命によって枢機卿団の中から選ばれている。東方典礼の総大司教以外、枢機卿団への新規加入者がいきなり司教枢機卿の称号を受けることはない。司教枢機卿に任命されるのは教皇から指導力が評価されている人々である。

## 現在の構成員たち
2025年現在の首席枢機卿は、名誉司教省長官のジョバンニ・バッティスタ・レ枢機卿である。さらに
- 序列3位のフランシス・アリンゼ名誉典礼秘跡省長官
- 序列4位のタルチジオ・ベルトーネ名誉国務省長官・名誉カメルレンゴ
- 序列5位のジョゼ・サライバ・マルティンス名誉列聖省長官
- 序列9位のベニアミーノ・ステラ名誉聖職者省長官
- 序列10位のルイス・アントニオ・タグレ福音宣教省長官

の5名を加えた以上の6人が指定されたローマ郊外教区を名義教区に持つ本来の司教枢機卿である。さらに、2018年6月28日以降に追加任命された4名
- 次席枢機卿のレオナルド・サンドリ名誉東方教会省長官
- 序列6位のピエトロ・パロリン国務省長官
- 序列7位のマーク・ウエレット名誉司教省長官
- 序列8位のフェルナンド・フィローニ聖墳墓騎士団団長

のラテン典礼の合計10名と、東方典礼カトリック教会の2人（マロン典礼カトリック教会のライ総大司教、カルデア典礼カトリック教会のサコ総大司教）が、2025年5月現在の司教枢機卿たちである。 なお首席・次席枢機卿はラテン典礼の枢機卿の中から選ばれる。
本来であればラテン典礼出身者の定数は6だが、現任者全員が長命で2014年までに80歳を超えてしまい、コンクラーヴェにおける役割に支障が生じている状況であった。かといって彼ら6名を辞めさせるわけにも行かなかったためか、増員任命が行われることとなったようである。なお、上記増員任命の4名の名義教会は既存のままで変更されていない。
なお前々教皇ベネディクト16世も1993年から教皇に選出される2005年4月まで務め、最後の2年半は首席枢機卿を務めていた。